# 阿爾梅塔山

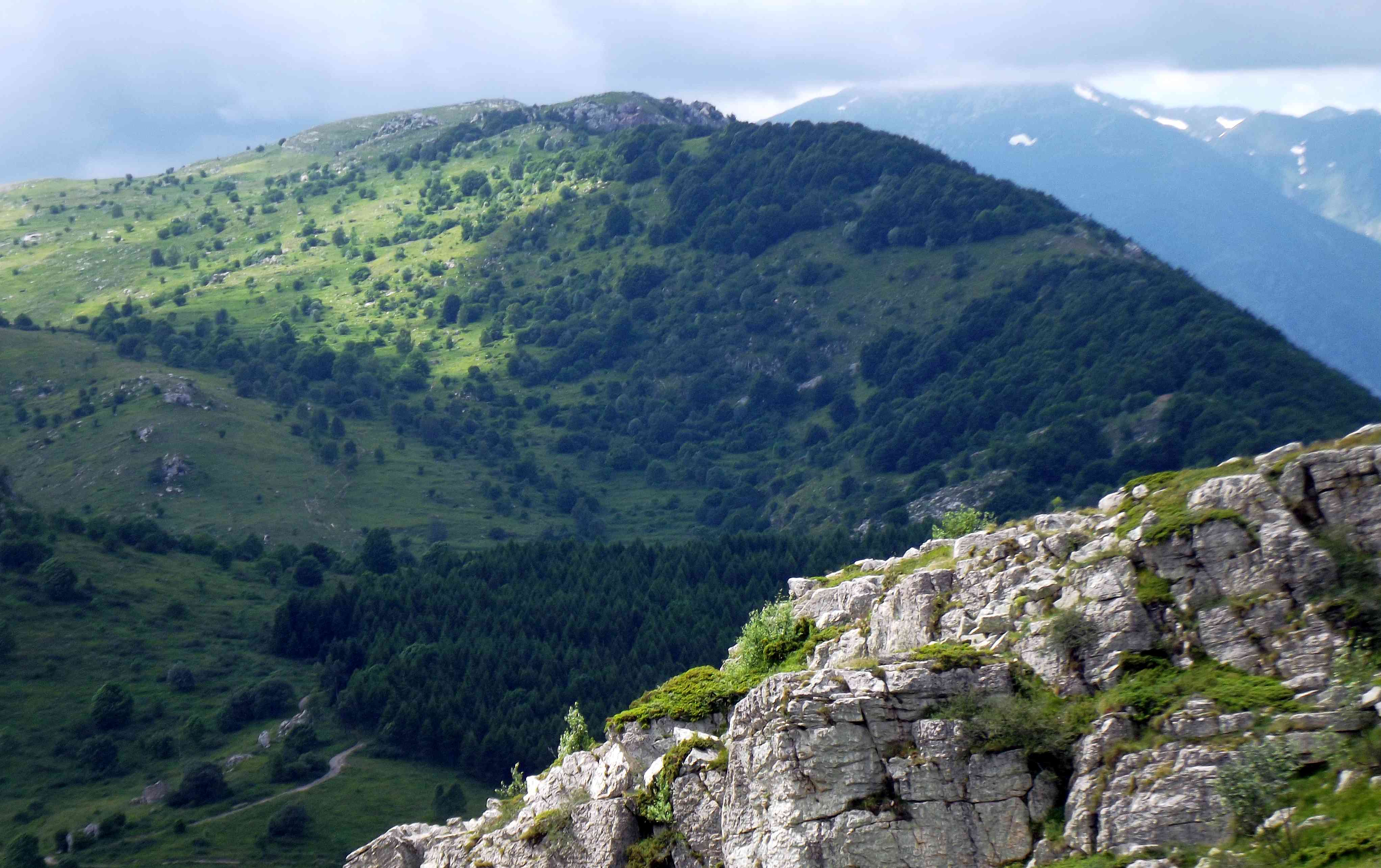

44°09′22″N 8°00′55″E / 44.15611°N 8.01528°E
阿爾梅塔山（義大利語：Monte Armetta），是意大利的山峰，位於該國西北部，由利古里亞大區和皮埃蒙特大區負責管轄，屬於利古里亞阿爾卑斯山脈的一部分，海拔高度1,739米，每年平均降雨量1,460毫米。